# 5554 Keesey
5554 Keesey è un asteroide della fascia principale. Scoperto nel 1985, presenta un'orbita caratterizzata da un semiasse maggiore pari a 2,2430267 UA e da un'eccentricità di 0,1982909, inclinata di 7,71887° rispetto all'eclittica.